# Símbolos de Christoffel
Em matemática e física, os símbolos de Christoffel, assim nomeados por Elwin Bruno Christoffel (1829–1900), são expressões em coordenadas espaciais para a conexão de Levi-Civita derivada do tensor métrico. Em sentido amplo, as derivativas covariantes de uma conexão afim arbitrária (não necessariamente métrica) em uma base coordenada são normalmente chamadas de símbolos de Christoffel. Utilizam-se os símbolos de Christoffel sempre que cálculos práticos que implicam geometria devam ser realizados, pois permitem que cálculos muito complexos sejam realizados sem confusão. Inversamente, a notação formal, sem índices, para a conexão de Levi-Civita é elegante, e permite que os teoremas sejam estabelecidos de um modo breve, porém são quase inúteis para os cálculos práticos.

## Definição preliminares
Dado um sistema de coordenadas {\displaystyle \{x^{a}\}} em uma variedade {\displaystyle M}, os vetores tangentes
{\displaystyle \mathbf {e} _{a}={\frac {\partial }{\partial x^{a}}}=\partial _{a},\quad a=1,2,\dots ,n}
definem a base local do espaço tangente a {\displaystyle M} em cada ponto do seu domínio. Eles podem ser usados para definir o tensor métrico:
{\displaystyle g_{ab}=\mathbf {e} _{a}\cdot \mathbf {e} _{b}}
e seu inverso:
{\displaystyle g^{ab}=\left(g^{-1}\right)_{ab}},
que pode ser usado para definir sua base dual, ou seja,
{\displaystyle \mathbf {e} ^{a}=\mathbf {e} _{b}g^{ba},\quad a=1,2,\dots ,n}.

## Definição em um espaço plano
No espaço euclideano, podemos definir os símbolos Christoffel do segundo tipo ou coeficientes de uma conexão afim como
{\displaystyle \Gamma _{ab}^{c}={\frac {\partial \mathbf {e} _{a}}{\partial x^{b}}}\cdot \mathbf {e} ^{c}={\frac {\partial \mathbf {e} _{a}}{\partial x^{b}}}\cdot g^{cd}\mathbf {e} _{d}},
onde todos todos coeficientes {\displaystyle \Gamma _{ab}^{c}} são iguais a zero em um espaço-tempo plano em coordenadas cartesianas, uma vez que os vetores de base são constantes.
Os símbolos de Christoffel do primeiro tipo pode ser achado do seguinte modo
{\displaystyle \Gamma _{cab}=\Gamma _{ab}^{d}g_{dc}={\frac {\partial \mathbf {e} _{a}}{\partial x^{b}}}\cdot \mathbf {e} ^{d}g_{dc}={\frac {\partial \mathbf {e} _{a}}{\partial x^{b}}}\cdot \mathbf {e} _{c}}.
Rearranjando, obtemos
{\displaystyle {\frac {\partial \mathbf {e} _{a}}{\partial x^{b}}}=\Gamma _{ab}^{c}\mathbf {e} _{c}=\Gamma _{cab}\mathbf {e} ^{c}}.
Os símbolos de Christoffel do segundo tipo mostram o quanto as bases mudam de ponto a ponto, já os do primeiro tipo revelam a mudança da base dual. Essa definição para os símbolos de Christoffel falha quando não é possível decompor em termos das bases, em particular, quando a direção da mudança não reside no espaço tangente, como ocorre em uma superfície curva. 
Também é possível relacionar os símbolos de Christoffel do segundo tipo à base dual derivando a relação reciprocidade {\displaystyle \mathbf {e} ^{a}\cdot \mathbf {e} _{b}=\delta _{a}^{b}} em relação à coordenada {\displaystyle x^{c}}, ou seja,
{\displaystyle {\frac {\partial (\mathbf {e} ^{a}\cdot \mathbf {e} _{b})}{\partial x^{b}}}={\frac {\partial \mathbf {e} ^{a}}{\partial x^{c}}}\cdot \mathbf {e} _{b}+{\frac {\partial \mathbf {e} _{b}}{\partial x^{c}}}\cdot \mathbf {e} ^{a}=0},
resultando em
{\displaystyle {\frac {\partial \mathbf {e} ^{a}}{\partial x^{b}}}=-\Gamma _{bc}^{a}\mathbf {e} ^{c}},
que ainda pode ser rearranjado da seguinte forma
{\displaystyle \Gamma _{bc}^{a}=-{\frac {\partial \mathbf {e} ^{a}}{\partial x^{b}}}\cdot \mathbf {e} _{c}}.

## Torção
Seguindo a lei de transformação, pode-se observar que a soma de duas conexões afim, ou seja, {\displaystyle \Gamma _{bc}^{a}+\Gamma _{cb}^{a}} não são nem uma conexão nem um tensor, porém a diferença entre duas conexões é um tensor, pois o termo não homogêneo é cancelado na transformação, e é chamado de tensor de torção, dado por
{\displaystyle T_{bc}^{a}=\Gamma _{bc}^{a}-\Gamma _{cb}^{a}=2\Gamma _{[bc]}^{a}},
sendo o tensor de torção antissimétrico em seus índices inferiores, ou seja, {\displaystyle T_{bc}^{a}=-T_{cb}^{a}}.
Em relatividade geral assume-se que a variedade é sem torção, ou seja, {\displaystyle T_{bc}^{a}=0}, embora isso nem sempre seja verdade em uma variedade riemanniana. Logo, em uma variedade sem torção, há simetria nos índices de baixo (símbolos de Christoffel do segundo tipo) ou nos dois últimos (símbolos de Christoffel do primeiro tipo), isto é,
{\displaystyle \Gamma _{ab}^{c}=\Gamma _{ba}^{c}},
{\displaystyle \Gamma _{cab}=\Gamma _{cba}}.

## Caso geral

### Símbolos de Christoffel do primeiro tipo
Os símbolos de Christoffel do primeiro tipo podem ser obtidos usando os símbolos de Christoffel do segundo tipo e a métrica, isto é,
{\displaystyle \Gamma _{cab}=g_{cd}\Gamma _{ab}^{d}},
ou somente da métrica,
{\displaystyle \Gamma _{cab}={\frac {1}{2}}\left(g_{ca,b}+g_{cb,a}-g_{ab,c}\right)={\frac {1}{2}}\left({\frac {\partial g_{ca}}{\partial x^{b}}}+{\frac {\partial g_{cb}}{\partial x^{a}}}-{\frac {\partial g_{ab}}{\partial x^{c}}}\right)={\frac {1}{2}}\left(\partial _{b}g_{ca}+\partial _{a}g_{cb}-\partial _{c}g_{ab}\right)}.
Também é possível expressar os símbolos de Christoffel do primeiro tipo pela seguinte notação:
{\displaystyle \Gamma _{cab}=\Gamma _{c,ab}=[ab,c]},
onde {\displaystyle [ab,c]=[ba,c]}.

### Símbolos de Christoffel do segundo tipo
Os símbolos de Christoffel do segundo tipo são coeficientes de conexão Levi-Civita em base coordenada. Uma vez que esta conexão não possui torção, os coeficientes de conexão serão simétricos nos índices inferiores, ou seja, os coeficientes de conexão são simétricos nesta base. 
Assim, os símbolos de Christoffel do segundo tipo Γd
ab (às vezes representados como Γdab ou {d
ab}) são definidos de tal modo que a equação abaixo seja satisfeita.
{\displaystyle \nabla _{b}e_{a}=\Gamma _{ab}^{1}e_{1}+\ldots +\Gamma _{ab}^{n}e_{n}=\Gamma _{ab}^{d}e_{d}},
em que ∇b é a conexão de Levi-Civita de uma variedade diferenciável M tomada na direção da coordenada eb (isto é, ∇b ≡ ∇eb), tal que eb = ∂b é uma base coordenada local (holonômica). 
Os símbolos de Christoffel podem ser obtidos da invariância do tensor métrico gac em relação à derivada covariante, ou seja,
{\displaystyle \nabla _{b}g_{ac}={\frac {\partial g_{ac}}{\partial x^{b}}}-g_{mc}\Gamma _{ab}^{m}-g_{am}\Gamma _{cb}^{m}=0}.
Às vezes, a equação acima é representada como
{\displaystyle g_{ac;b}=g_{ac,b}-g_{dc}\Gamma _{ab}^{m}-g_{ad}\Gamma _{cb}^{m}=0},
na qual a derivada covariante é representada pelo ponto e vírgula e a derivada parcial pela vírgula.
Sabendo que os símbolos de Christoffel são simétricos em seus índices inferiores, pode-se obtê-los em função tensor métrico tensor permutando os índices ciclicamente, isto é, {\displaystyle a\rightarrow b}, {\displaystyle c\rightarrow a}, {\displaystyle b\rightarrow c}.
{\displaystyle g_{ba;c}=g_{ba,c}-g_{ma}\Gamma _{bc}^{d}-g_{bm}\Gamma _{ac}^{m}=0},
{\displaystyle g_{cb;a}=g_{cb,a}-g_{mb}\Gamma _{ca}^{d}-g_{cm}\Gamma _{ba}^{m}=0}.
Assim,
{\displaystyle 2g_{mc}\Gamma _{ab}^{m}=g_{ac,b}+g_{cb,a}-g_{ba,c}},
que aplicando {\displaystyle g^{dc}}, nos fornece
{\displaystyle \Gamma _{ab}^{d}={\frac {1}{2}}g^{dc}\left(g_{ac,b}+g_{cb,a}-g_{ba,c}\right)={\frac {1}{2}}g^{dc}\left({\frac {\partial g_{ac}}{\partial x^{b}}}+{\frac {\partial g_{cb}}{\partial x^{a}}}-{\frac {\partial g_{ba}}{\partial x^{c}}}\right)={\frac {1}{2}}g^{dc}\left(\partial _{b}g_{ac}+\partial _{a}g_{cb}-\partial _{c}g_{ba}\right)}
em que {\displaystyle g^{dc}g_{mc}=\delta _{m}^{d}} (delta de Kronecker).

#### Contração de índices
Contraindo o índice de cima e qualquer um dos de baixo (os índices de baixo são simétricos), temos
{\displaystyle \Gamma _{ab}^{b}={\frac {1}{2}}g^{bc}{\frac {\partial g_{bc}}{\partial x^{a}}}}.
Sabendo que {\displaystyle \partial _{a}g=gg^{bc}\partial _{a}g_{bc}}, em que {\displaystyle g=\det g_{bc}} é o determinante do tensor métrico, vamos encontrar
{\displaystyle \Gamma _{ab}^{b}={\frac {1}{2g}}{\frac {\partial g}{\partial x^{a}}}={\frac {\partial \ln {\sqrt {|g|}}}{\partial x^{a}}}}.

### Coeficientes de conexão  em uma base não holonômica
O nome símbolos de Christoffel são reservados unicamente para coeficientes de conexão em base holonômica. Pode-se definir coeficientes de conexão em uma base arbitrária (não holonômica) com vetores tangentes ei como
{\displaystyle \nabla _{\mathbf {e} _{i}}\mathbf {e} _{j}={\Gamma ^{k}}_{ij}\mathbf {e} _{k}.}
Em termos do tensor métrico, temos
{\displaystyle \Gamma _{mkl}={\frac {1}{2}}\left(g_{mk,l}+g_{ml,k}-g_{kl,m}+c_{mkl}+c_{mlk}-c_{klm}\right)},
{\displaystyle \Gamma _{kl}^{i}={\frac {1}{2}}g^{im}\left(g_{mk,l}+g_{ml,k}-g_{kl,m}+c_{mkl}+c_{mlk}-c_{klm}\right)},
nos quais {\displaystyle c_{k\ell m}=g_{mp}c_{k\ell }{}^{p}} são os coeficientes de comutação da base, definidos de
{\displaystyle [\mathbf {e} _{k},\mathbf {e} _{\ell }]=c_{k\ell }{}^{m}\mathbf {e} _{m}},
em que {\displaystyle \mathbf {e} _{k}} são os vetores de base e {\displaystyle [.,.]} são os colchetes de Lie. 
Em bases coordenadas (holonômicas), temos que {\displaystyle c_{k\ell }{}^{m}=c_{k\ell m}=0}, isto é, {\displaystyle [\mathbf {e} _{k},\mathbf {e} _{\ell }]=0}.

## Propriedades de transformação
Ao mudar de um sistema de coordenadas com variáveis {\displaystyle \left(x^{1},\,\ldots ,\,x^{n}\right)} para outro com variáveis {\displaystyle \left(x^{\prime 1},\,\ldots ,\,x^{\prime n}\right)}, os símbolos de Christoffel se transformam do seguinte modo
{\displaystyle \Gamma _{bc}^{\prime a}={\frac {\partial x^{\prime a}}{\partial x^{d}}}{\frac {\partial x^{f}}{\partial x^{\prime b}}}{\frac {\partial x^{g}}{\partial x^{\prime c}}}\Gamma _{fg}^{d}+{\frac {\partial x^{\prime a}}{\partial x^{d}}}{\frac {\partial ^{2}x^{d}}{\partial x^{\prime c}\partial x^{\prime b}}}},
de modo que a presença do termo à direita (termo não homogêneo) revela que as componentes de {\displaystyle \Gamma _{bc}^{a}} não se transformam como as de um tensor, ou seja, esse objeto matemático não é um tensor.
| Dedução em um espaço plano |
| --- |
| Dado o vetor de deslocamento infinitesimal {\displaystyle d\mathbf {s} } entre dois pontos próximos P e Q. Em seguida, considerando dois sistemas de coordenadas diferentes, e sabendo que {\displaystyle d\mathbf {s} } não depende de sistema de coordenada usado, é possível relacionarmos como {\displaystyle d\mathbf {s} =dx^{a}\mathbf {e} _{a}=dx^{\prime a}\mathbf {e} _{\prime a}}. Como {\displaystyle dx^{a}=\left({\frac {\partial x^{a}}{\partial x^{\prime b}}}\right)dx^{\prime b}}, pode-se relacionar os dois conjuntos de vetores bases no ponto P da seguinte maneira {\displaystyle \mathbf {e} _{a}^{\prime }={\frac {\partial x^{b}}{\partial x^{\prime a}}}\mathbf {e} _{b}}, assim como seu correspondente dual {\displaystyle \mathbf {e} ^{\prime a}={\frac {\partial x^{\prime a}}{\partial x^{b}}}\mathbf {e} ^{b}}. Podemos escrever os coeficientes de conexão afim relacionados ao primeiro sistema de coordenada como {\displaystyle \Gamma _{bc}^{a}=\mathbf {e} ^{a}\cdot {\frac {\partial \mathbf {e} ^{b}}{\partial x^{c}}}}, e ao segundo por {\displaystyle \Gamma _{bc}^{\prime a}=\mathbf {e} ^{\prime a}\cdot {\frac {\partial \mathbf {e} _{b}^{\prime }}{\partial x^{\prime c}}}}. Substituindo as equações referentes a {\displaystyle \mathbf {e} _{a}^{\prime }} e {\displaystyle \mathbf {e} ^{\prime a}} na equação acima, vamos encontrar {\displaystyle \Gamma _{bc}^{\prime a}={\frac {\partial x^{\prime a}}{\partial x^{d}}}\mathbf {e} ^{d}\cdot {\frac {\partial }{\partial x^{\prime c}}}\left({\frac {\partial x^{f}}{\partial x^{\prime b}}}\mathbf {e} _{f}\right)={\frac {\partial x^{\prime a}}{\partial x^{d}}}\mathbf {e} ^{d}\cdot \left({\frac {\partial x^{f}}{\partial x^{\prime b}}}{\frac {\partial \mathbf {e} _{f}}{\partial x^{\prime c}}}+{\frac {\partial ^{2}x^{f}}{\partial x^{\prime c}\partial x^{\prime b}}}\mathbf {e} _{f}\right)={\frac {\partial x^{\prime a}}{\partial x^{d}}}{\frac {\partial x^{f}}{\partial x^{\prime b}}}{\frac {\partial x^{g}}{\partial x^{\prime c}}}\mathbf {e} ^{d}\cdot {\frac {\partial \mathbf {e} _{f}}{\partial x^{g}}}+{\frac {\partial x^{\prime a}}{\partial x^{d}}}{\frac {\partial ^{2}x^{f}}{\partial x^{\prime c}\partial x^{\prime b}}}\mathbf {e} ^{d}\cdot \mathbf {e} _{f}}, que nos fornece a lei de transformação:[7] {\displaystyle \Gamma _{bc}^{\prime a}={\frac {\partial x^{\prime a}}{\partial x^{d}}}{\frac {\partial x^{f}}{\partial x^{\prime b}}}{\frac {\partial x^{g}}{\partial x^{\prime c}}}\Gamma _{fg}^{d}+{\frac {\partial x^{\prime a}}{\partial x^{d}}}{\frac {\partial ^{2}x^{d}}{\partial x^{\prime c}\partial x^{\prime b}}}}. |
Também existe uma expressão equivalente, dada por 
{\displaystyle \Gamma _{bc}^{\prime a}={\frac {\partial x^{\prime a}}{\partial x^{d}}}{\frac {\partial x^{f}}{\partial x^{\prime b}}}{\frac {\partial x^{g}}{\partial x^{\prime c}}}\Gamma _{fg}^{d}-{\frac {\partial x^{d}}{\partial x^{\prime b}}}{\frac {\partial x^{f}}{\partial x^{\prime c}}}{\frac {\partial ^{2}x^{\prime a}}{\partial x^{d}\partial x^{f}}}}.